# 米塑
米塑又称“粉塑”，温州独有的民俗工艺，与北方的“麵塑”一道称为食品塑作工艺的双绝。

## 工艺
原料是煮熟的米粉团，通过揉捏、掐刻等手法，制成各种人物、走兽、花鸟，正背两面还常塑有《三国志》、《封神榜》、《西游记》、《水浒传》的戏曲人物，染上色彩后，惟妙惟肖，让人真假难辨。与北方的面塑不同，温州米塑大小不限，有的高达数米，防蛀和保存的难度极大。

## 历史
传说孙武用米做成蟠桃状充寿桃为母亲做寿是米塑工艺的开始。而据记载，温州每逢喜庆节日、婚丧嫁娶或庆祝寿辰要捏制米塑的民间习俗早在宋朝时就已出现，已有千余年的历史。